# Penikisita
La penikisita és un mineral de la classe dels fosfats, que pertany al grup de la bjarebyita. Rep el nom en honor de Gunnar Penikis (1936-1979), geofísic i prospector de Ross River, al territori del Yukon, un dels primers exploradors (1974-1975), en col·laboració amb A. Kulan, de les localitats de la zona de Rapid Creek.

## Característiques
La penikisita és un fosfat de fórmula química Ba(Mg,Fe2+,Ca)₂Al₂(PO₄)₃(OH)₃. Cristal·litza en el sistema monoclínic. La seva duresa a l'escala de Mohs és 4.
Segons la classificació de Nickel-Strunz, la penikisita pertany a «08.BH: Fosfats, etc. amb anions addicionals, sense H₂O, amb cations de mida mitjana i gran, (OH, etc.):RO₄ = 1:1» juntament amb els següents minerals: thadeuïta, durangita, isokita, lacroixita, maxwellita, panasqueiraïta, tilasita, drugmanita, bjarebyita, cirrolita, kulanita, perloffita, johntomaïta, bertossaïta, palermoïta, carminita, sewardita, adelita, arsendescloizita, austinita, cobaltaustinita, conicalcita, duftita, gabrielsonita, nickelaustinita, tangeïta, gottlobita, hermannroseïta, čechita, descloizita, mottramita, pirobelonita, bayldonita, vesignieïta, paganoïta, jagowerita, carlgieseckeïta-(Nd), attakolita i leningradita.

## Formació i jaciments
Va ser descoberta a Rapid Creek, al districte miner de Dawson, al Yukon (Canadà). També ha estat descrita als propers riu Big Fish, també a Dawson, i Hess (Mayo). Aquests tres indrets són els únics de tot el planeta on ha estat descrita aquesta espècie mineral.